# Pamphilus
Pamphilus (o Pamphilus de amore) és una comèdia teatral en llatí del segle xii, de 780 línies, escrita probablement en terres de França o a la península ibèrica. Fou 'una de les més influents i important de totes les múltiples produccions pseudo-ovidianes relatives a les "arts d'amor" a Europa medieval', i 'la més famosa i influent de les comèdies elegíaques medievals, especialment en terres hispàniques'. Els protagonistes principals són Pamphilus i Galatea. Pamphilus cerca de cortejar Galatea amb la mediació d'una alcavota (inspirat en l'alcavota del Llibre 1.8 dels Amores d'Ovidi).

## Estil
Segons Thomas Jay Garbaty, 'L'original llatí abunda en tots els aspectes de la retòrica medieval tal com restà perfilada per Geoffrey de Vinsauf, en el seu Poetria Nova, concretament la repetitio, paradoxa, oxímoron i al·literació. És obvi que l'autor va sacrificar molta tensió dramàtica i vivacitat en ares a l'elegància d'estil'.

## Influència
El Pamphilus va originar el mot pamflet, en el sentit d'una obra breu autoeditada sense cobertes, ja que el poema era popular i àmpliament copiat i circulat pels seus propis medis, en forma d'un còdex prim. La paraula va introduir-se al "Middle English" cap el 1387 com a pamphilet o panflet. De l'anglès pamphlet passà al català pamflet. Jesús Alturo ha localitzat rastres de la circulació de l'obra en terres catalanes, on també se l'anomenava pel característic diminutiu de Pamphilet, tal com l'Isopet, el Catonet i llibres semblants molt divulgats.
El Pamphilus passà a ésser àmpliament llegit: fou citat i antologat ja a principis del segle xiii a Anglaterra, França, Provença i Itàlia. Se'n té constància als Països Baixos c. 1250 i a Alemanya c. 1280. N'hi ha constància a Castella c. 1330. Fou popular a Anglaterra a finals del segle xv. Va ser traduït al nòrdic antic en el segle tretzè segle, com a Pamphilus ok Galathea, i al francès per Jean Brasdefer com a Pamphile et Galatée (c. 1300×1315).
John Gower i Geoffrey Chaucer van conèixer el poema, Chaucer va estructurar a partir d'ell, especialment, els seus The Franklin's Tale i Troilus i Criseyde; també va influir en el Roman de la Rose; el Fiammeta Boccaccio s'hi va inspirar; i fou adaptat en l'episodi Don Melón/Doña Endrina del Libro de buen amor de l'Arcipreste de Hita (de principis del catorzè segle).

## Edicions i traduccions
- Alphonse Baudouin (ed.), Pamphile, ou l'Art d'étre aimé, comédie latine du Xe siècle (Paris, 1874)
- Jacobus Ulrich (ed.), Pamphilus, Codici Turicensi (Zurich, 1983)
- Gustave Cohen, La "Comédie" latine en France au 12e siècle, 2 vols (Paris, 1931)
- Adolfo Bonilla and San Martín, Una comedia latina del siglo XII: (el "Liber Panphili"); reproducción de un manuscrito inédito y versión castellana, Boletín de la Real Academia de la Historia, 70: Cuaderno, V (Madrid: Imp. de Fortanet, 1917)
- Thomas Jay Garbáty, 'Pamphilus, de Amore: An Introduction and Translation', The Chaucer Review, 2 (1967), 108-34, https://www.jstor.org/stable/25093043 [English translation]